# Юдино (Великоустюгский район)
Юдино — деревня в Великоустюгском районе Вологодской области. Административный центр Юдинского сельского поселения и Юдинского сельсовета.
Расстояние до районного центра Великого Устюга по автодороге — 2 км. Ближайшие населённые пункты — Фёдоровская, Коншево, Аксеново, Петровская, Коробово, Галкино, Сереброво, Шатрово, Стрига, Никулино.
По переписи 2002 года население — 424 человека (192 мужчины, 232 женщины). Преобладающая национальность — русские (97 %).
Впервые была записана в документе о наказной памяти из архиепископского приказа недельщику Елизару Широкову о поездке в д.Юдино за 1673 г.